# ユルドゥライ・バシュテュルク
ユルドゥライ・バシュテュルク （Yıldıray Baştürk, トルコ語発音: [jɯɫˈdɯˈɾaj baʃˈtyrk], 1978年12月24日 - ）は、西ドイツ (現ドイツ)・ヘルネ出身の元サッカー選手、元トルコ代表。現役時代のポジションは攻撃的MF。イルディレイ・バストゥルクとも表記される。
ドイツに生まれ育つも、トルコ代表として49試合に出場する中で2002 FIFAワールドカップでは主力として3位入賞に貢献し、また、同年にバイエル・レバークーゼンでUEFAチャンピオンズリーグ 2001-02決勝戦を戦った。
顔面が元日本代表MF森島寛晃と瓜二つである。

## クラブ経歴
1960年代にトルコから西ドイツへ渡ったトルコ人移民の鉱山労働者の家庭に生まれたバシュテュルクは、DSCヴェーネ＝アイケル、SGヴァッテンシャイトでのプレーがブンデスリーガ (1部) のVfLボーフムを率いるクラウス・トップメラー監督の目に留まり、引き抜かれる。1998-99シーズンにボーフムは2. ブンデスリーガへ降格し、トップメラー監督が去ることになったが、自身は留まり30試合7得点で昇格に貢献し、チームを支えるプレーでファンの人気を集めた。しかし、昇格1季目2000-01シーズンに再降格すると、恩師トップメラー監督に誘われ、2001年7月12日に移籍金290万ユーロでバイエル・レバークーゼンと4年契約を締結した。
レバークーゼンでの1季目は、執拗なドリブルを武器にミヒャエル・バラックと共に攻撃の軸として3冠目前にまで躍進するチームに大きく寄与し、UEFAチャンピオンズリーグ 2001-02においてはUEFAチャンピオンズリーグの決勝戦に初となるトルコ人選手としてレアル・マドリード戦に臨み、4-1-4-1システムの攻撃MFの位置で先発を務めたが、最終的に1-2で試合を落とすと、リーグ戦では勝ち点差僅か1でボルシア・ドルトムントの後塵を拝し、DFBポカールではシャルケ04との決勝戦に敗れて失意の無冠に終わった。同年の代表での活躍も相まって多くのクラブから関心を寄せられつつ、翌2002-03シーズンもレバークーゼンに残留することになったが、UEFAチャンピオンズリーグ 2002-03で2次リーグに進出する一方でリーグ戦では低迷し、降格寸前の15位でシーズンを終了した。2003-04シーズンは、リーグ戦で3位と再び躍進するチームとは違い、自身は開幕前にB型肝炎を患ったことで6週間出遅れており、バイエルン・ミュンヘン戦において復帰及びシーズン初得点こそ挙げたものの、離脱中に頭角を現したロブソン・ポンテの存在や後半戦に定期的な脹脛の負傷により、出場機会を確保するのに苦戦していた。
セルティックFC、フェネルバフチェSKといった国外のクラブのみならず、昨季のリーグ王者ヴェルダー・ブレーメンからのオファーがありながらも、2004年6月9日に自由契約でヘルタ・ベルリンと3年契約を締結する。司令塔マルセリーニョの負担軽減を期待されたバシュテュルクは、2004-05シーズン前のオーストリア合宿中において、同僚ミヒャエル・ハルトマン (en) のタックルにより、脹脛を負傷したことで1ヶ月以上の出遅れとなったものの、最終的にマルセリーニョやサイドを務めるジウベルト、トールベン・マルクス (en) と共に中盤で攻撃を牽引して4位躍進の原動力となり、6位となった翌2005-06シーズンはチームの最優秀選手に選出された。2006-07シーズンは、昨季終了後に退団したマルセリーニョの抜けた穴を埋める為に攻撃の軸として更なる奮起が求められていたが、序盤早々に膝の靭帯損傷となると、その後も定期的な負傷によって離脱する苦しいものとなっており、また、チームとしても10位で終了する不満の残るシーズンだった。
2007年5月29日、昨季のリーグ王者VfBシュトゥットガルトと3年契約で合意する。加入1季目こそ一定の出場機会を得ていたが、以降のシーズンは負傷に悩まされ、2010年1月27日にプレミアリーグ (イングランド1部) のブラックバーン・ローヴァーズFCと2009-10シーズン終了までの契約で合意するも、負傷が影響が長引いたために出遅れていた。4月24日のウルヴァーハンプトン・ワンダラーズFC戦で待望の初出場を飾ったものの、サム・アラダイス監督に好印象を与えることが出来なかった為に前半終了後に交代させられており、同試合の45分の出場のみに終わった。
2010-11シーズンを無所属で過ごした後、若手を指導する為に指導者への転身を考え、2011年5月29日に「12月に33歳になるが、プロ生活から別れを告げる時だと思う」と現役引退の意向を明かした。

## 代表経歴
ドイツに生まれながらも、トルコ人の家庭で育ったバシュテュルクは、1998年1月のアルバニアとの親善試合でトルコ代表として初出場を飾る。UEFA EURO 2000では、メンバー入りを果たせなかったものの、シェノル・ギュネシュ監督就任以降は定位置を掴み、オーストリアとの2002 FIFAワールドカップ・ヨーロッパ予選プレーオフ第2戦では、足の負傷によって40分の短い出場時間の中で先制点を挙げると、ハカン・シュキュルの追加点をアシストして1954 FIFAワールドカップ以来の出場に貢献する。さらに、2002 FIFAワールドカップにおいてもハサン・シャシュの先制点をアシストする等で代表史上最高となる3位入賞にも貢献して注目を集めた。
FIFAコンフェデレーションズカップ2003でプレーし、UEFA EURO 2004、2006 FIFAワールドカップはそれぞれ予選で敗退した後、UEFA EURO 2008で久しぶりに国際大会の出場権を得る。暫定26人に名を連ねるも、最終的な23人のメンバーから落選すると、「ファティ・テリム監督の下ではプレーしたくない」と代表から去った。

## 個人成績
出典:
| 所属クラブ                   | シーズン         | リーグ            | リーグ | リーグ | カップ | カップ | リーグカップ | リーグカップ | CL+予選 | CL+予選 | EL+予選 | EL+予選 | UI   | UI   | 合計 | 合計 |
| 所属クラブ                   | シーズン         | 所属リーグ        | 出場   | 得点   | 出場   | 得点   | 出場         | 得点         | 出場    | 得点    | 出場    | 得点    | 出場 | 得点 | 出場 | 得点 |
| ---------------------------- | ---------------- | ----------------- | ------ | ------ | ------ | ------ | ------------ | ------------ | ------- | ------- | ------- | ------- | ---- | ---- | ---- | ---- |
| ボーフム                     | 1997-98          | ブンデスリーガ    | 17     | 1      | -      | -      | -            | -            | -       | -       | 1+0     | 0+0     | -    | -    | 18   | 1    |
| ボーフム                     | 1998-99          | ブンデスリーガ    | 28     | 1      | 3      | 0      | -            | -            | -       | -       | -       | -       | -    | -    | 31   | 1    |
| ボーフム                     | 1999-2000        | 2. ブンデスリーガ | 30     | 7      | 4      | 4      | -            | -            | -       | -       | -       | -       | -    | -    | 34   | 11   |
| ボーフム                     | 2000-01          | ブンデスリーガ    | 29     | 4      | 3      | 3      | 1            | 0            | -       | -       | -       | -       | -    | -    | 33   | 7    |
| ボーフム                     | 合計             | 合計              | 104    | 13     | 10     | 7      | 1            | 0            | -       | -       | 1+0     | 0+0     | -    | -    | 116  | 20   |
| レバークーゼン               | 2001-02          | ブンデスリーガ    | 30     | 3      | 5      | 0      | -            | -            | 17+2    | 1+0     | -       | -       | -    | -    | 54   | 4    |
| レバークーゼン               | 2002-03          | ブンデスリーガ    | 26     | 3      | 4      | 0      | -            | -            | 11+0    | 0+0     | -       | -       | -    | -    | 41   | 3    |
| レバークーゼン               | 2003-04          | ブンデスリーガ    | 17     | 2      | 1      | 0      | -            | -            | -       | -       | -       | -       | -    | -    | 18   | 2    |
| レバークーゼン               | 合計             | 合計              | 73     | 8      | 10     | 0      | -            | -            | 28+2    | 1+0     | -       | -       | -    | -    | 113  | 9    |
| ヘルタ・ベルリン             | 2004-05          | ブンデスリーガ    | 25     | 7      | -      | -      | -            | -            | -       | -       | -       | -       | -    | -    | 25   | 7    |
| ヘルタ・ベルリン             | 2005-06          | ブンデスリーガ    | 27     | 6      | 2      | 0      | 1            | 0            | -       | -       | 7+0     | 0+0     | -    | -    | 37   | 6    |
| ヘルタ・ベルリン             | 2006-07          | ブンデスリーガ    | 19     | 1      | 2      | 2      | -            | -            | -       | -       | 1+2     | 0+0     | 2    | 1    | 26   | 4    |
| ヘルタ・ベルリン             | 合計             | 合計              | 71     | 14     | 4      | 2      | 1            | 0            | -       | -       | 8+2     | 0+0     | 2    | 1    | 88   | 17   |
| シュトゥットガルト           | 2007-08          | ブンデスリーガ    | 26     | 4      | 3      | 0      | -            | -            | 4+0     | 0+0     | -       | -       | -    | -    | 33   | 4    |
| シュトゥットガルト           | 2008-09          | ブンデスリーガ    | 4      | 0      | 1      | 0      | -            | -            | -       | -       | 0+2     | 0+0     | 2    | 0    | 9    | 0    |
| シュトゥットガルト           | 2009-10          | ブンデスリーガ    | 1      | 0      | -      | -      | -            | -            | -       | -       | -       | -       | -    | -    | 1    | 0    |
| シュトゥットガルト           | 合計             | 合計              | 31     | 4      | 4      | 0      | -            | -            | 4+0     | 0+0     | 0+2     | 0+0     | 2    | 0    | 43   | 4    |
| ブラックバーン・ローヴァーズ | 2009-10          | プレミアリーグ    | 1      | 0      | -      | -      | -            | -            | -       | -       | -       | -       | -    | -    | 1    | 0    |
| ブラックバーン・ローヴァーズ | 合計             | 合計              | 1      | 0      | -      | -      | -            | -            | -       | -       | -       | -       | -    | -    | 1    | 0    |
| キャリア通算成績             | キャリア通算成績 | キャリア通算成績  | 280    | 39     | 28     | 9      | 2            | 0            | 32+2    | 1+0     | 9+4     | 0+0     | 4    | 1    | 361  | 50   |

## 代表歴

### 出場大会
- トルコ代表
  - 2002 FIFAワールドカップ

### 試合数
- 国際Aマッチ 49試合 2得点（1998年-2008年）[33][1]

| トルコ代表 | 国際Aマッチ | 国際Aマッチ |
| 年         | 出場        | 得点        |
| ---------- | ----------- | ----------- |
| 1998       | 1           | 0           |
| 1999       | 0           | 0           |
| 2000       | 0           | 0           |
| 2001       | 9           | 1           |
| 2002       | 14          | 0           |
| 2003       | 7           | 0           |
| 2004       | 4           | 1           |
| 2005       | 7           | 0           |
| 2006       | 3           | 0           |
| 2007       | 2           | 0           |
| 2008       | 2           | 0           |
| 通算       | 49          | 2           |

### 得点
| #  | 開催日         | 開催地         | 対戦国       | スコア | 結果 | 大会                        |
| -- | -------------- | -------------- | ------------ | ------ | ---- | --------------------------- |
| 1. | 2001年11月14日 | イスタンブール | オーストリア | 1-0    | 5-0  | 2002 FIFAワールドカップ予選 |
| 2. | 2004年4月28日  | ブリュッセル   | ベルギー     | 1-1    | 3-2  | 親善試合                    |